# Cancelloxus longior
Cancelloxus longior е вид бодлоперка от семейство Clinidae. Видът не е застрашен от изчезване.

## Разпространение и местообитание
Разпространен е в Южна Африка.
Обитава крайбрежията и пясъчните дъна на морета в райони със субтропичен климат. Среща се на дълбочина от 1,5 до 10 m.

## Описание
На дължина достигат до 12,1 cm.